# Edifício Joelma

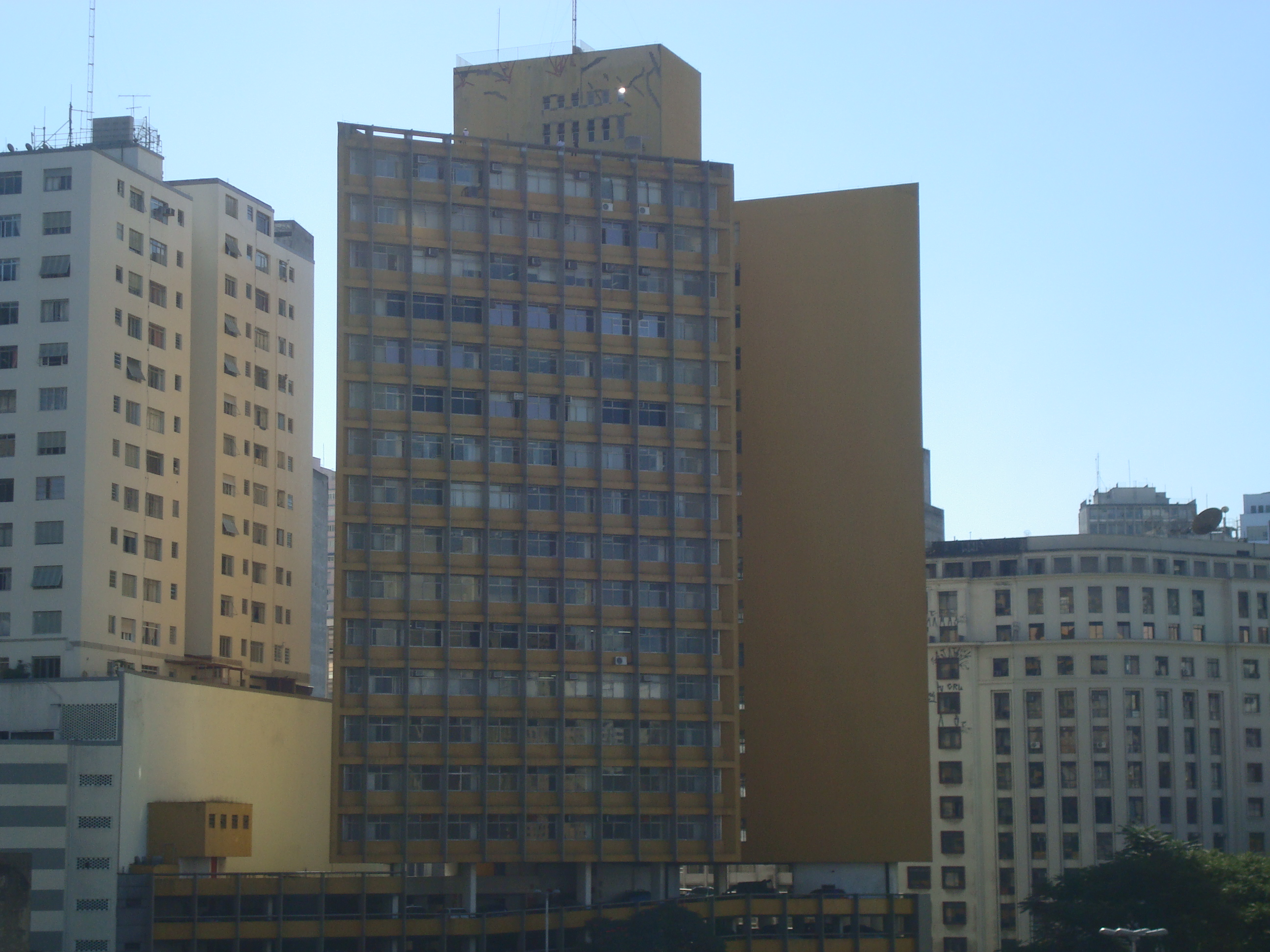
Südostseite des Joelma-Hochhauses

Das Edifício Joelma ist ein 25-stöckiges Hochhaus in der brasilianischen Millionenstadt São Paulo, welches 1972 fertiggestellt wurde. Die unteren sechs Stockwerke dienen als Parkhaus, während in den darüberliegenden Stockwerken Büroräume eingerichtet sind. Das Gebäude wurde bekannt durch den Brand, der am 1. Februar 1974 im 12. Stockwerk ausbrach. In dem sich daraus entwickelnden Großbrand kamen mindestens 179 Menschen ums Leben.
Nach dem Brand wurde das Gebäude wiederhergestellt, dies dauerte vier Jahre, bis es als Praça da Bandeira wieder eröffnet werden konnte.

## Der Brand
Der Brand brach mit größter Wahrscheinlichkeit um 8:50 Uhr Ortszeit in einem Klimagerät im 12. Stock aus. Dieses war vorschriftswidrig angeschlossen und besaß keinen Motorschutzschalter, welcher das Gerät bei Überhitzung des Motors abgeschaltet hätte. Zu diesem Zeitpunkt befanden sich etwa 756 Menschen im Gebäude. Die Feuerwehr wurde erst rund 15 Minuten später von einem gegenüberliegenden Gebäude aus alarmiert. Die eingehende Meldung bei der Feuerwehr lautete ’Brand im 11. Stockwerk’, weshalb es hier unterschiedliche Angaben gibt. Die erste Feuerwehreinheit traf fünf Minuten nach der Alarmierung auf dem Platz vor dem Gebäude ein und drang bis ins 11. Stockwerk vor. Weiter konnte sie aufgrund von Rauch und mangelnder Ausrüstung nicht vordringen. 1974 besaß die Stadt 20 Feuerwachen, die nicht ausreichten, diesen Brand schnell zu bekämpfen. Bei Ankunft der Feuerwehr hatte sich das Feuer wegen fehlender Brandschutzeinrichtungen über das Treppenhaus schon in den 15. Stock ausgebreitet. Das Gebäude war nicht auf einen möglichen Brand vorbereitet, so gab es weder eine Feuermeldeanlage, noch Sprinkler oder Brandschutztüren. Auch gab es nur ein Treppenhaus, welches nicht als Fluchtweg ausgeschildert war und keine Notbeleuchtung besaß. Zu diesen Versäumnissen kam noch die Innenausstattung der Räume, welche sehr gut brennbar war. Des Weiteren gab es keine Evakuierungspläne im Falle eines Feuers. Somit war die Katastrophe unvermeidlich.
Rund 300 Menschen wurden mit drei der vier Aufzüge gerettet, obwohl diese nicht feuerfest waren und durch ihre Benutzung ein hohes Risiko eingegangen wurde. Da die Drehleiter der Feuerwehr nur bis zum 11. Stockwerk reichten, blieb vielen Hausbewohnern nur die Nutzung der Aufzüge übrig. Auch die Rettung der auf das Dach geflüchteten Menschen mit Helikoptern konnte nicht durchgeführt werden, denn es gab keine genügend große Landefläche und Rauch, sowie Thermik machten eine schwebende Aufnahme von Menschen unmöglich. Von den rund 170 auf das Dach Geflüchteten überlebten 80, da sie unter Dachziegeln Schutz gesucht hatten. 40 Menschen sprangen oder fielen vom Gebäude, obwohl unten stehende Passanten versuchten, sie abzuhalten, indem sie Transparente mit der Mitteilung, dass das Feuer erloschen sei, aufspannten. Von den 40 Menschen sprangen 30, nachdem das Feuer erloschen war und nur noch Rauch hochstieg, keiner der 40 Springer überlebte. Einige konnten sich retten, indem sie außen an der Fassade herunterkletterten oder sich abseilten, bis sie in Reichweite der Feuerwehrleitern waren. Auch konnten 18 Menschen dadurch gerettet werden, dass ein Feuerwehrmann von einem benachbarten Gebäude Seile herüberwarf. Daran konnten sich die Eingeschlossenen zum Nachbargebäude retten.
Ab 10:30 Uhr – nach nicht einmal zwei Stunden – nahm die Intensität des Feuers ab und um 13:30 Uhr – nach vier Stunden – erlosch das Feuer größtenteils von selbst, weil es keinen Brennstoff mehr fand. Danach konnten Rettungskräfte das Gebäude absuchen. Es starben 179 Menschen unmittelbar durch das Feuer und 300 weitere wurden zum Teil schwer verletzt. Es gibt allerdings abweichende Angaben, was die Anzahl der Toten (179–227) und Verletzten (250–300) betrifft.

## Dokumentation
- Peter von Zahn: Bilder, die die Welt bewegten – Hochhaus in Flammen, Erstausstrahlung: 13. Juli 1983, ZDF